# NGC 836
NGC 836 je galaksija u zviježđu Kit.

## Vanjske poveznice
- SEDS: NGC 836